# La Ville-aux-Bois-lès-Pontavert
Pour les articles homonymes, voir La Ville-aux-Bois (homonymie).
La Ville-aux-Bois-lès-Pontavert (prononcé [la vil o bwa le pɔ̃tavɛʁ]) est une commune française située dans le département de l'Aisne, en région Hauts-de-France.

## Géographie
- 1Carte dynamique
- 2Carte OpenStreetMap
- 3Carte topographique
- 4Carte avec les communes environnantes

### Hydrographie

#### Réseau hydrographique
La commune est située dans le bassin Seine-Normandie. Elle est drainée par la Miette,.
La Miette, d'une longueur de 15 km, prend sa source dans la commune de Amifontaine et se jette  dans l'Aisne en limite de Pontavert et de Berry-au-Bac, face à Cormicy, après avoir traversé cinq communes.

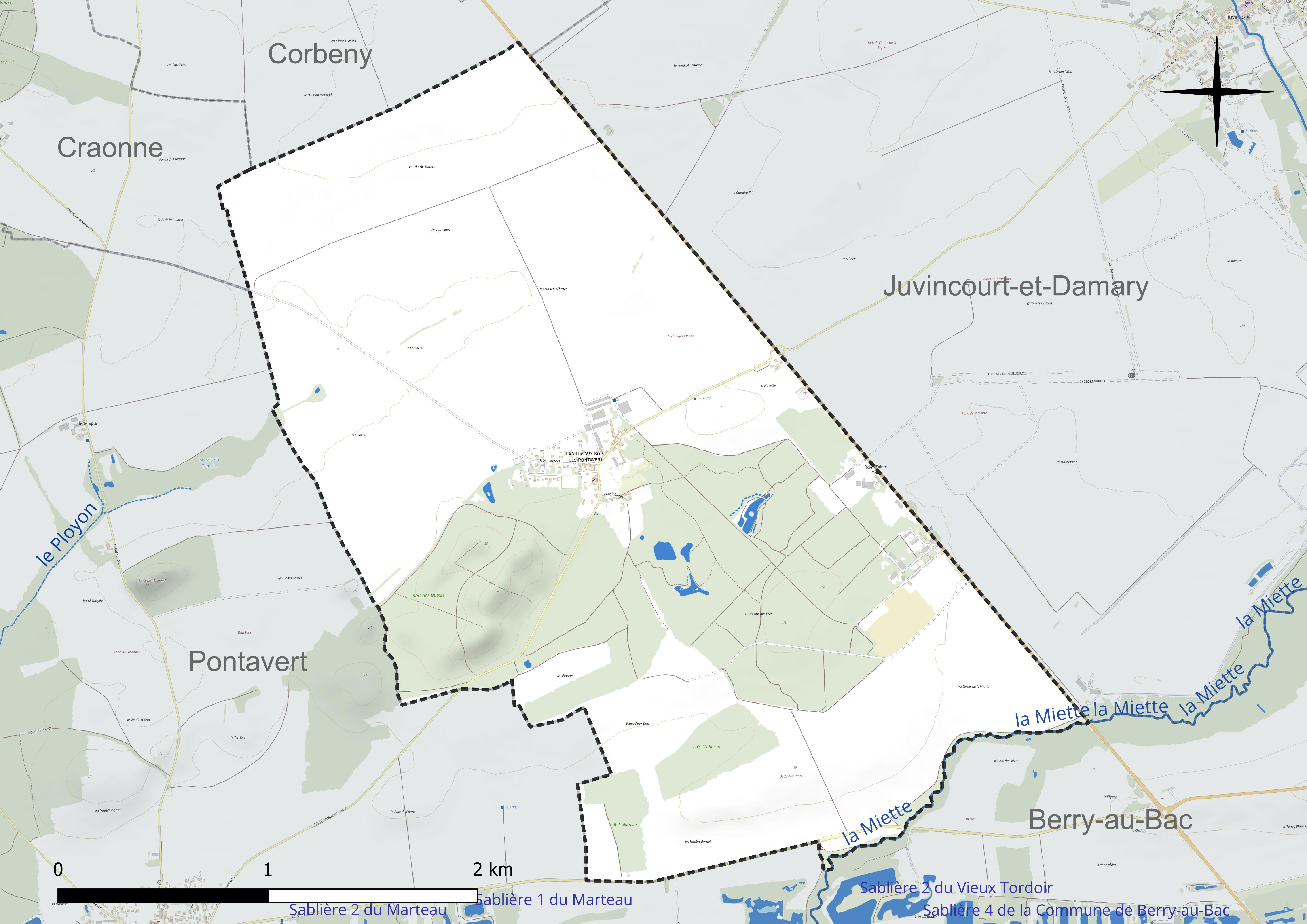
Réseau hydrographique de la Ville-aux-Bois-lès-Pontavert.

#### Gestion et qualité des eaux
Le territoire communal est couvert par le schéma d'aménagement et de gestion des eaux (SAGE) « Aisne Vesle Suippe ». Ce document de planification, dont le territoire s'étend sur 3 096 km2 répartis sur trois départements (Aisne, Marne et Ardennes) et deux régions (Champagne-Ardenne et Picardie), a été approuvé le 16 décembre 2013. La structure porteuse de l'élaboration et de la mise en œuvre est le Syndicat d'aménagement des bassins Aisne Vesle Suippe (SIABAVES).
La qualité des cours d'eau peut être consultée sur un site spécial géré par les agences de l'eau et l'Agence française pour la biodiversité.

### Climat
Pour des articles plus généraux, voir Climat des Hauts-de-France et Climat de l'Aisne.
En 2010, le climat de la commune est de type climat océanique dégradé des plaines du Centre et du Nord, selon une étude du CNRS s'appuyant sur une série de données couvrant la période 1971-2000. En 2020, Météo-France publie une typologie des climats de la France métropolitaine dans laquelle la commune est exposée à un climat océanique altéré et est dans la région climatique Nord-est du bassin Parisien, caractérisée par un ensoleillement médiocre, une pluviométrie moyenne régulièrement répartie au cours de l'année et un hiver froid (3 °C).
Pour la période 1971-2000, la température annuelle moyenne est de 10,3 °C, avec une amplitude thermique annuelle de 15 °C. Le cumul annuel moyen de précipitations est de 690 mm, avec 11,5 jours de précipitations en janvier et 8,9 jours en juillet. Pour la période 1991-2020, la température moyenne annuelle observée sur la station météorologique la plus proche, située sur la commune de Martigny-Courpierre à 14 km à vol d'oiseau, est de 10,7 °C et le cumul annuel moyen de précipitations est de 734,4 mm,. Pour l'avenir, les paramètres climatiques de la commune estimés pour 2050 selon différents scénarios d'émission de gaz à effet de serre sont consultables sur un site spécial publié par Météo-France en novembre 2022.

## Urbanisme

### Typologie
Au 1er janvier 2024, La Ville-aux-Bois-lès-Pontavert est catégorisée commune rurale à habitat dispersé, selon la nouvelle grille communale de densité à 7 niveaux définie par l'Insee en 2022.
Elle est située hors unité urbaine. Par ailleurs la commune fait partie de l'aire d'attraction de Reims, dont elle est une commune de la couronne,. Cette aire, qui regroupe 294 communes, est catégorisée dans les aires de 200 000 à moins de 700 000 habitants,.

### Occupation des sols
L'occupation des sols de la commune, telle qu'elle ressort de la base de données européenne d'occupation biophysique des sols Corine Land Cover (CLC), est marquée par l'importance des territoires agricoles (66,5 % en 2018), une proportion sensiblement équivalente à celle de 1990 (66,3 %). La répartition détaillée en 2018 est la suivante : 
terres arables (66,3 %), forêts (30,4 %), zones urbanisées (3 %), zones agricoles hétérogènes (0,2 %).
L'évolution de l'occupation des sols de la commune et de ses infrastructures peut être observée sur les différentes représentations cartographiques du territoire : la carte de Cassini (XVIIIe siècle), la carte d'état-major (1820-1866) et les cartes ou photos aériennes de l'IGN pour la période actuelle (1950 à aujourd'hui).

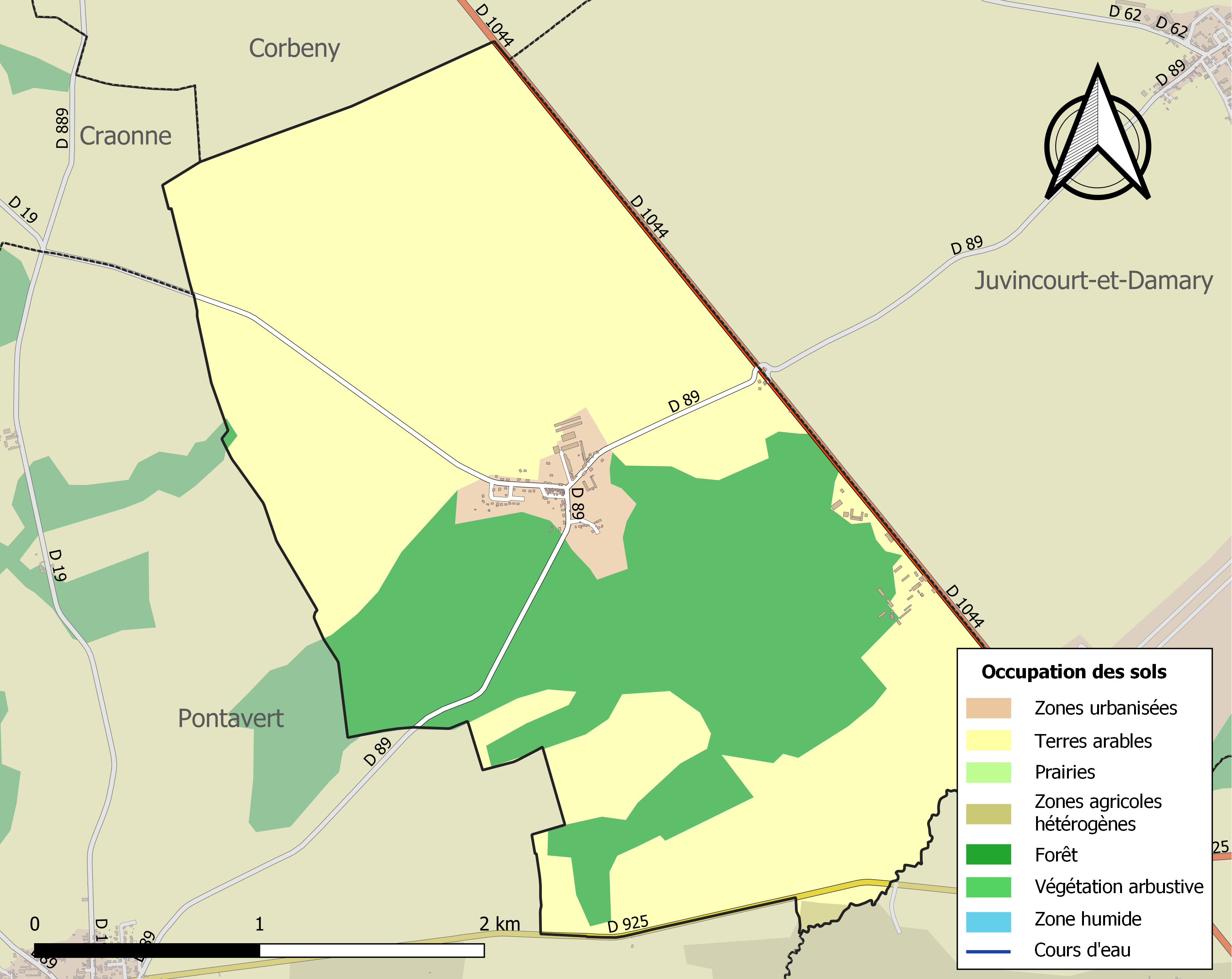
Carte de l'occupation des sols de la commune en 2018 (CLC).

## Toponymie
Le nom de la localité est attesté sous les formes Boscus (1192) ; Villa-ad-Boscum (1252) ; Maison et forteresse dou Bos (1340-1) ; Ville-au-Bos (1405) ; Ville-au-Boys (1528) ; Ville-aux-Boys (1596) ; Paroisse de Saint-Jean-l'Évangéliste-de-la-Ville-aux-Bois, Ville-aux-Bois-les-Thony (1676) ; Ville-aux-Bois-en-Laonnois (1736).
De l'oïl ville « village » et de Bois.
La préposition « lès » permet de signifier la proximité d'un lieu géographique par rapport à un autre lieu. En règle générale, il s'agit d'une localité qui tient à se situer par rapport à une ville voisine plus grande. La commune de La Ville-aux-Bois indique qu'elle se situe près de Pontavert.

## Histoire

### Moyen-Âge et époque moderne
Le village est attesté sous le nom de "Boscus" en 1192 et porte le nom de "Le Bois" jusqu'au XIVe siècle. Il est alors une paroisse du diocèse de Laon, de l'archidiaconé de Laon du doyenné de Neuchâtel, placée sous le vocable de Saint-Jean-l'Évangéliste,.

### Époque contemporaine
Durant la Première Guerre mondiale, le village est pris par les troupes allemandes le 12 septembre 1914. Il subit alors de grandes destructions et l'emplacement des maisons n'est plus visibles. A l'issue de la guerre, le village est dépeuplé, et le recensement de 1920 indique qu'il n'est plus habité. Ce n'est qu'en 1925 qu'il se repeuple progressivement.

## Politique et administration

### Découpage territorial
La commune de Ville-aux-Bois-lès-Pontavert est membre de la communauté de communes de la Champagne Picarde, un établissement public de coopération intercommunale (EPCI) à fiscalité propre créé le 22 décembre 1995 dont le siège est à Saint-Erme-Outre-et-Ramecourt. Ce dernier est par ailleurs membre d'autres groupements intercommunaux.
Sur le plan administratif, elle est rattachée à l'arrondissement de Laon, au département de l'Aisne et à la région Hauts-de-France. Sur le plan électoral, elle dépend du canton de Villeneuve-sur-Aisne pour l'élection des conseillers départementaux, depuis le redécoupage cantonal de 2014 entré en vigueur en 2015, et de la première circonscription de l'Aisne  pour les élections législatives, depuis le dernier découpage électoral de 2010.

### Administration locale

#### Liste des maires
| Période                                  | Période                       | Identité          | Étiquette | Qualité                                                   |
| ---------------------------------------- | ----------------------------- | ----------------- | --------- | --------------------------------------------------------- |
| Les données manquantes sont à compléter. |                               |                   |           |                                                           |
| avant 1995                               | ?                             | Philippe Boisseau |           |                                                           |
| mars 2001                                | mars 2008                     | Michel Dreyer     |           |                                                           |
| mars 2008                                | juillet 2020                  | François Saillard | DVD       | Retraité Fonction publique Réélu pour le mandat 2014-2020 |
| juillet 2020                             | En cours (au 14 juillet 2020) | Daniel Viano      |           |                                                           |

## Population et société

### Démographie
L'évolution du nombre d'habitants est connue à travers les recensements de la population effectués dans la commune depuis 1793. Pour les communes de moins de 10 000 habitants, une enquête de recensement portant sur toute la population est réalisée tous les cinq ans, les populations de référence des années intermédiaires étant quant à elles estimées par interpolation ou extrapolation. Pour la commune, le premier recensement exhaustif entrant dans le cadre du nouveau dispositif a été réalisé en 2008.

En 2022, la commune comptait 148 habitants, en évolution de +5,71 % par rapport à 2016 (Aisne : −1,97 %, France hors Mayotte : +2,11 %).
| 1793 | 1800 | 1806 | 1821 | 1831 | 1836 | 1841 | 1846 | 1851 |
| ---- | ---- | ---- | ---- | ---- | ---- | ---- | ---- | ---- |
| 184  | 193  | 187  | 183  | 212  | 226  | 207  | 212  | 213  |

| 1856 | 1861 | 1866 | 1872 | 1876 | 1881 | 1886 | 1891 | 1896 |
| ---- | ---- | ---- | ---- | ---- | ---- | ---- | ---- | ---- |
| 221  | 219  | 206  | 203  | 199  | 198  | 189  | 188  | 191  |

| 1901 | 1906 | 1911 | 1921 | 1926 | 1931 | 1936 | 1946 | 1954 |
| ---- | ---- | ---- | ---- | ---- | ---- | ---- | ---- | ---- |
| 192  | 161  | 150  | -    | 19   | 73   | 112  | 44   | 101  |

| 1962 | 1968 | 1975 | 1982 | 1990 | 1999 | 2006 | 2008 | 2013 |
| ---- | ---- | ---- | ---- | ---- | ---- | ---- | ---- | ---- |
| 96   | 129  | 96   | 119  | 109  | 136  | 121  | 117  | 139  |

| 2018 | 2022 | - | - | - | - | - | - | - |
| ---- | ---- | - | - | - | - | - | - | - |
| 146  | 148  | - | - | - | - | - | - | - |

### Enseignement
- École maternelle et primaire de Pontavert à 3 km (4 bus par jour).
- Collège à Corbeny à 5 km (2 bus par jour).
- Lycées de Laon à 25 km (2 bus par jour).

## Culture locale et patrimoine

### Lieux et monuments
Un cimetière britannique regroupe les tombes anciennement sur les communes de Pontavert, ferme-de-la-Pêcherie, Notre-Dame-de-Liesse, Prouvais et Sissonne. Y reposent 564 soldats du Royaume-Uni tombés lors de la Première Guerre mondiale et un soldat Néo-Zélandais tombé lors de la Seconde.

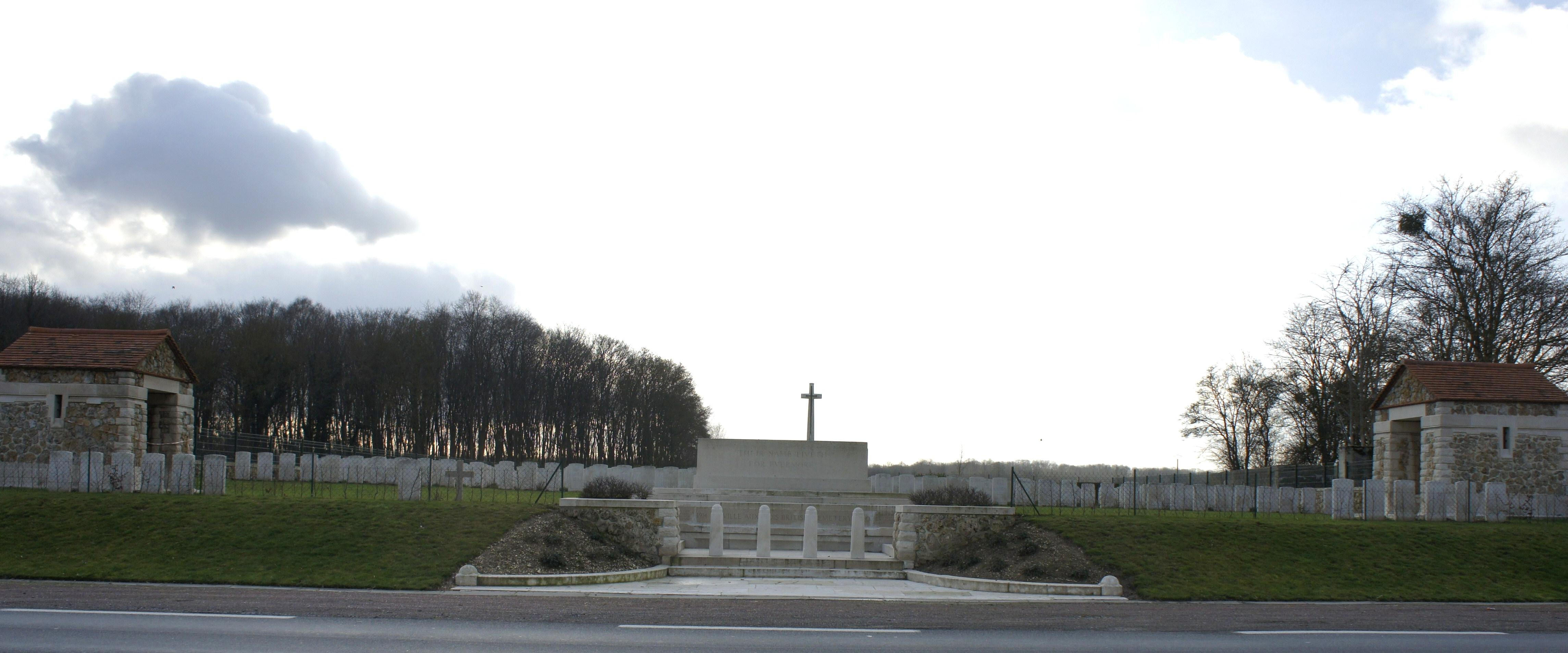
Entrée du cimetière britannique vue de la route de Berry-au-Bac.
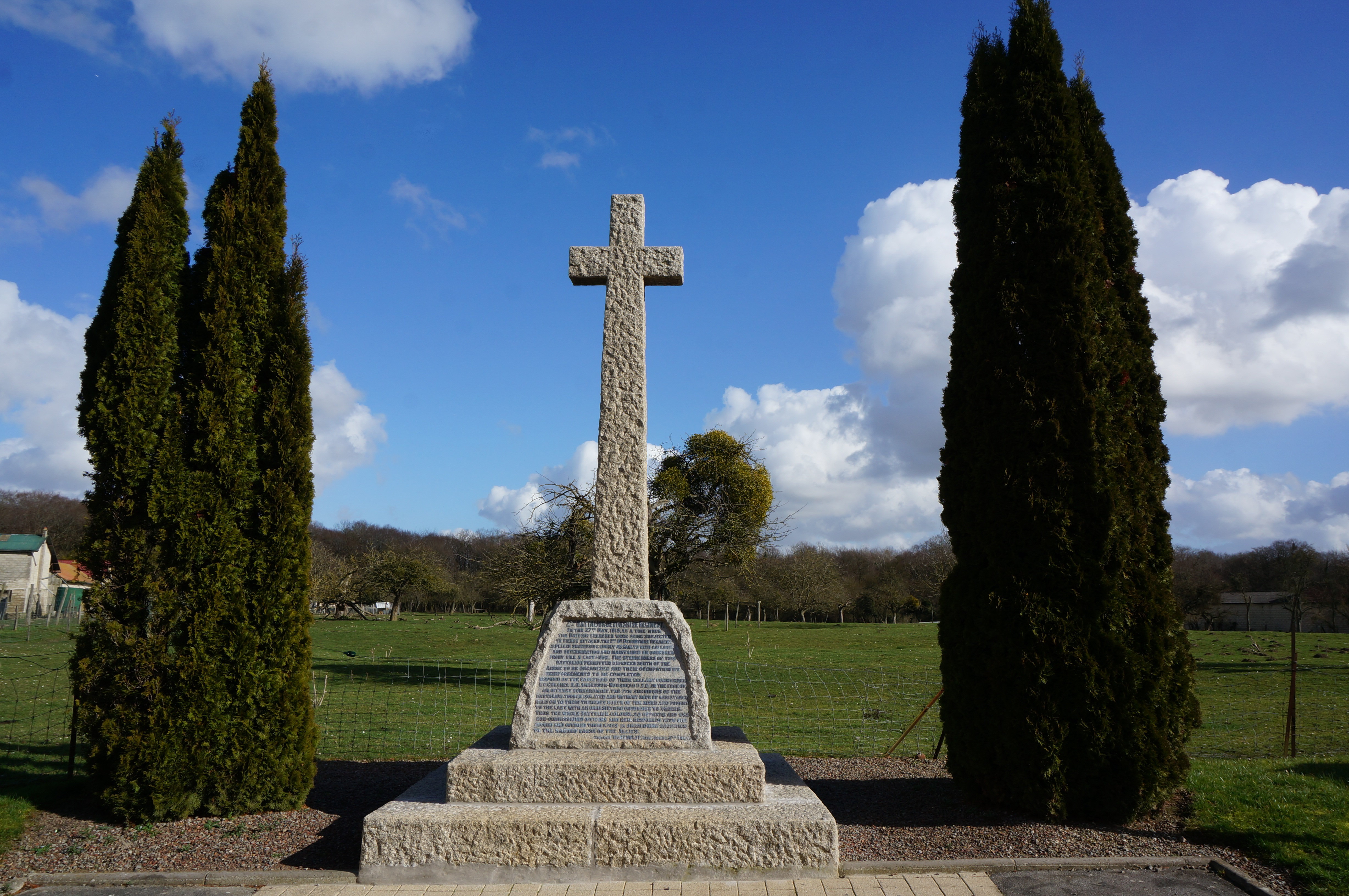
Monument au 2e bataillon du régiment du Devonshire, s'étant sacrifié lors de la bataille de l'Aisne (1918) pour stopper les Allemands.

- Église Saint-Jean-l'Evangéliste

### Personnalités liées à la commune
- C'est sur le territoire de La Ville-aux-Bois, dans le secteur dit du « Bois des Buttes », que Guillaume Apollinaire fut blessé par un éclat d'obus le 17 mars 1916. Depuis 1990, une stèle commémore l'évènement en bordure de la départementale 89.
- Aristide Bruant (1883-1917), fils du célèbre chansonnier montmartrois Aristide Bruant, tué à La Ville-aux-Bois le 16 avril 1917. Son nom est inscrit au Panthéon dans la liste des 560 écrivains morts pour la France.
- Jules-Gérard Jordens (1885-1916), poète et soldat brancardier tué au Bois-des-buttes le 26 avril 1916. Son nom est inscrit au Panthéon parmi les 560 écrivains morts au combat pendant la Première Guerre mondiale.
- Jean Klingebiel (1892-1917), médecin aide-major tué à La Ville-aux-Bois le 16 avril 1917. Son nom est inscrit au Panthéon parmi les 560 écrivains morts au combat pendant la Première Guerre mondiale.

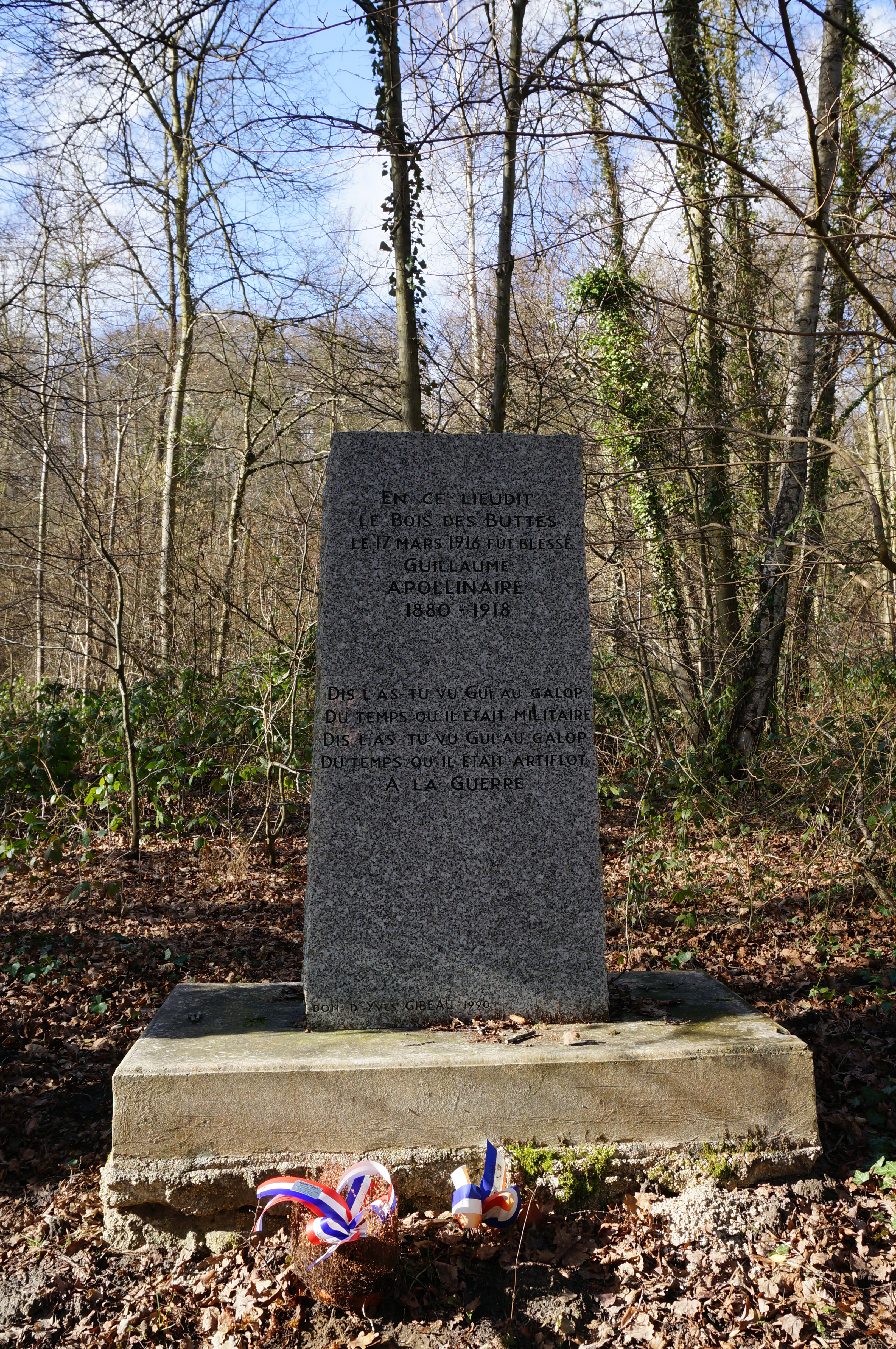
Stèle à Guillaume Apollinaire.